# ایمپریال ایر کارگو
ایمپریال ایر کارگو (به انگلیسی: Imperial Air Cargo) یک شرکت هواپیمایی است که در تاریخ ۲۰۰۶ میلادی تأسیس شده است. دفتر مرکزی ایمپریال ایر کارگو در ژوهانسبورگ، آفریقای جنوبی واقع شده‌است و قطب این شرکت هواپیمایی در فرودگاه بین‌المللی اولیور تامبو قرار دارد و به ۶ مقصد، پرواز مستقیم انجام می‌دهد.